# Исити
Исити — опустевшая деревня в Павинском районе Костромской области. Входит в состав Петропавловского сельского поселения.

## География
Находится в северо-восточной части Костромской области на расстоянии приблизительно 8 км на восток по прямой от села Павино, административного центра района.

## История
В XIX веке деревня находилась на территории Никольского уезда Вологодской губернии. В 1859 году здесь было учтено 5 дворов.

## Население
Численность постоянного населения составляла 31 человек (1859), 0 как в 2002 году, так и в 2022.